# Куттубаева, Анвар Акматовна
Анвар Акматовна Куттубаева (1915, Пишпек, Российская империя — 1977, Фрунзе, Киргизская ССР (ныне-Бишкек) — киргизская советская актриса

, оперная певица (сопрано), Народная артистка Киргизской ССР (1939).

## Биография
Родилась в семье богатого по тем временам человека, который владел чайханой. После революции был раскулачен и сослан на Украину. Анвар с детства отличалась певческим талантом. Заметив её способности, соседи и женотдел райкома помогли ей поступить во Фрунзенский педагогический техникум, где она стала активно заниматься в драматическом кружке. В 1928 году обратилась к директору недавно открытого драматического театра с просьбой принять её на работу. Так началась её творческая деятельность. Куттубаева стала одной из первых киргизских актрис того времени.
В 1929 году вступила в киргизскую театральную студию, на основе которой в 1930 году был создан Киргизский драматический театр. Обладая хорошими вокальными данными, с успехом выступала в музыкально-драматических спектаклях.
с 1930 года выступала на сцене Киргизского драматического театра. С 1936 по 1946 год работала в Киргизском театре оперы и балета.
Основная тема её творчества в те годы — горькая участь бесправной киргизской девушки до революции.
С 1946 года работала в Киргизской филармонии, возглавляла ансамбль киргизской песни и танца. В 1952 году снова вступила в труппу Киргизского драмтеатра. Перешла на характерные и комические роли.
Куттубаева обладала несильным, но нежным, с красивым тембром голосом. Природный талант актрисы придавал её героиням обаяние и лиризм.

## Избранные театральные роли
- Настя («Не было ни гроша, да вдруг алтын» А. Островского)
- Карачач (одноименная пьеса Джантошева)
- Айша («Джапалак Джатпасов» Р. Шукурбекова)
- Зулайха («Аджал ордуна» — «Не смерть, а жизнь» Турусбекова)
- Чинар («Алтын-кыз» («Золотая девушка») В. Власова, В. Фере)
- Калыйман («Айчурек» В. Власова, А. Малдыбаева и В. Фере)
- Чолпон («Кокуль» М. Раухвергера)
- Анна Павловна («Кто смеётся последним» К. Крапивы)
- Калбюбю («Дочь Атабека» Абдумомунова)
- Кудайсоконова («Сердце бьётся» К. Маликова)
- Феклуша («Гроза» А. Островского)
- Нобинкали («Дочь Ганга» по Р. Тагору)

## Награды
- Орден Ленина (7 июня 1939) — за выдающиеся заслуги в деле развития киргизского театрального искусства
- Орден Трудового Красного Знамени
- Орден «Знак Почёта» (1 ноября 1958)
- медали СССР
- Народная артистка Киргизской ССР (1939)
- Заслуженный артист Киргизской ССР